# Antonov An-74
El Antonov An-74 (designación OTAN: Coaler-B) es un avión de transporte STOL desarrollado en la Unión Soviética por la compañía ucraniana Antonov. Se diseñó como una variante del avión de transporte táctico STOL Antonov An-72, estando preparado para operar en condiciones atmosféricas adversas.

## Especificaciones (Antonov An-74)
Referencia datos: The Osprey Encyclopaedia of Russian Aircraft 1875–1995

### Características generales
- Tripulación: 5
- Capacidad: 52 pasajeros
- Longitud: 28,1 m (92,1 ft)
- Envergadura: 31,9 m (104,6 ft)
- Altura: 8,7 m (28,4 ft)
- Superficie alar: 98,6 m² (1061,6 ft²)
- Peso vacío: 19 050 kg (41 986,2 lb)
- Peso máximo al despegue: 34 500 kg (76 038 lb)
- Planta motriz: 2× turbofán Lotarev D-36-1A.
  - Empuje normal: 63,9 kN (6516 kgf; 14 365 lbf) de empuje cada uno.

### Rendimiento
- Velocidad máxima operativa (Vno): 700 km/h (435 MPH; 378 kt)
- Velocidad crucero (Vc): 550 km/h (342 MPH; 297 kt)
- Alcance: 4325 km (2335 nmi; 2687 mi)

## Operadores
- Motor Sich (compañía aérea) 1

### Desarrollos relacionados
- Antonov An-71
- Antonov An-72

### Aeronaves similares
- Boeing YC-14